# Bob Quinn Lake Airport
Bob Quinn Lake Airport är en flygplats i Kanada.   Den ligger i provinsen British Columbia, i den centrala delen av landet, 3 900 km väster om huvudstaden Ottawa. Bob Quinn Lake Airport ligger 592 meter över havet.
Terrängen runt Bob Quinn Lake Airport är kuperad åt sydväst, men åt nordost är den bergig. Trakten runt Bob Quinn Lake Airport är nära nog obefolkad, med mindre än två invånare per kvadratkilometer.. 
I omgivningarna runt Bob Quinn Lake Airport växer i huvudsak barrskog.